# Ráhno

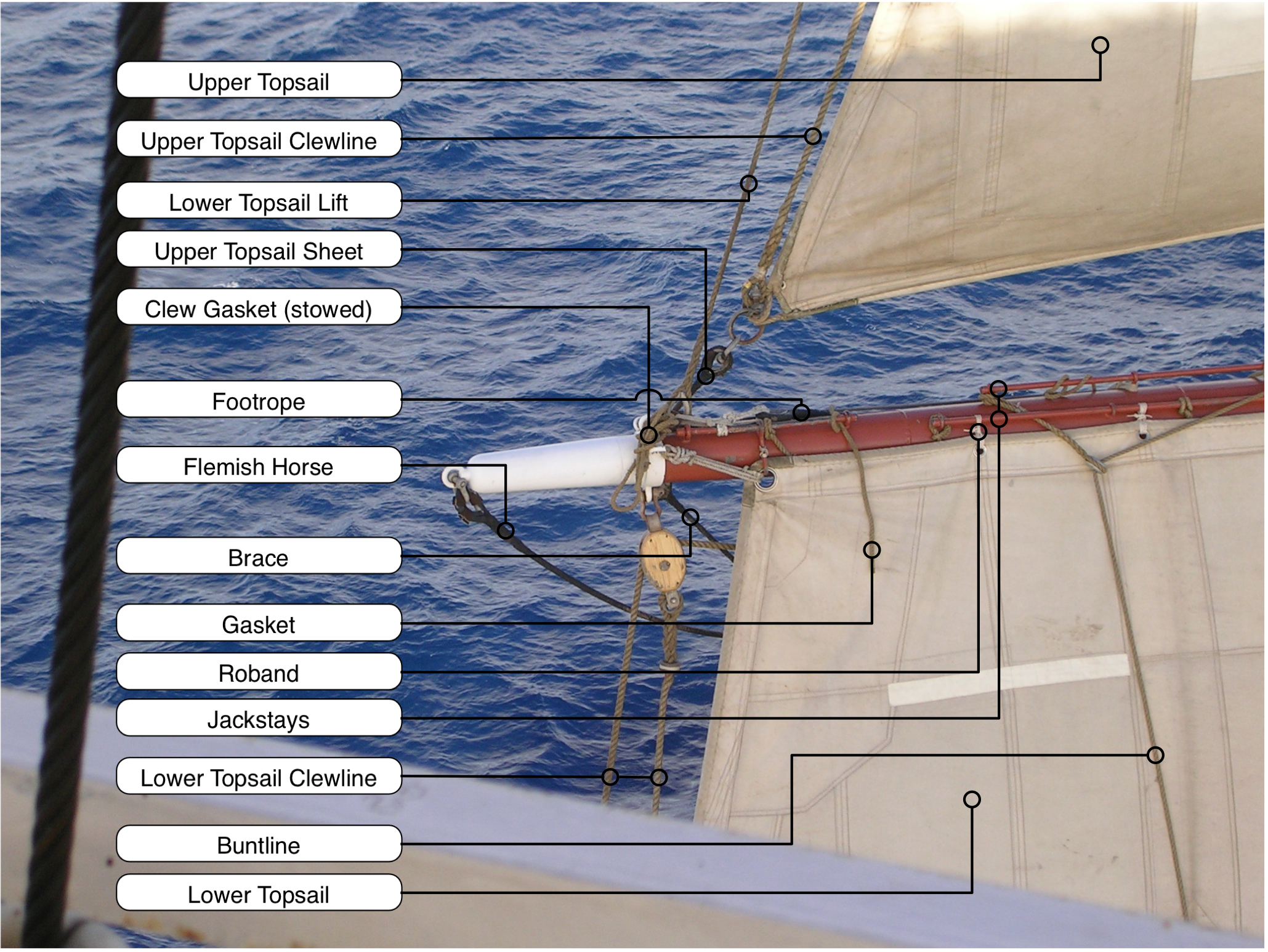
Příslušenství ráhna (s anglickými popisy).

Ráhno je součást takeláže plachetní lodi. Je to kulatina připevněná pohyblivě ke stěžni, která slouží k upevnění plachty.
Ráhna lodí se zhotovovala ze dřeva, od druhé poloviny 19. století také ze železných a později ocelových trub. Ke konci 20. století se začaly používat i lehké kovy a plasty. Ráhna mají obvykle kulatý průřez a ke konci (či koncům) se zužují.

## Druhy ráhen
- podélné ráhno - Je ke stěžni upevněno uprostřed, obvyklá poloha v ose lodi.
- příčné ráhno - Je ke stěžni upevněno uprostřed, stavitelně nebo i napevno, obvyklá poloha kolmo na osu lodi.
- vratiráhno (gafla) - Je ke stěžni upevněno jedním koncem, nese shora vratiplachtu nebo latinskou plachtu.
- vratipeň - Je ke stěžni upevněn jedním koncem, drží dolní část vratiplachty.

## Lanoví určené k ovládání ráhna
- ráhnové otěže/zvratičky (anglicky braces) – Slouží k natáčení ráhna ve vodorovné poloze do stran.
- topenanty (anglicky lifts) – Drží ráhno ve vodorovné poloze, jsou na rozdíl od závěsníků pohyblivé (ovladatelné).
- závěsníky (anglicky lifts) – Drží spuštěné ráhno ve vodorovné poloze, jsou připevněny napevno.
- zdviž/výtah (anglicky halyard) – Slouží k vytahování a spouštění ráhna.

## Další příslušenství ráhen
- mechanika spoje ke stěžni
- kladky
  - pro zvedání a natáčení ráhen
  - pro vytahování a napínání plachet
- podélná lana pod ráhny, pochozí, pro lodníky ručně svinující plachty
- objímky a výztužné obruče, například na spojích dřeva nebo v místech úvazů plachet
- závěsy pro lucerny a šňůry vlajkových signálů
- u moderních ráhen, například z hliníkových profilů, jsou podél ráhen pojezdy garniží pro svinování plachet do boku (třeba i dovnitř stěžně)